# 섹스투스 코르넬리우스 레펜티누스 (친위대 사령관)
섹스투스 코르넬리우스 레펜티누스(Sextus Cornelius Repentinus)는 로마의 기사 계급 출신 인물로 안토니누스 피우스 및 마르쿠스 아우렐리우스 황제 재위 기간 다수의 고위 공직 자리를 역임했다.
그의 생애 과정은 주세페 카모데카(Giuseppe Camodeca)에 의해 복원하고 로마의 로마 국립박물관에서 보관 중인 한 비문에서 확인할 수 있다. 레펜티누스의 가장 초기 직위는 '아드보카투스 피스키'(advocatus fisci) 또는 세금 징수원으로 알려져 있다. 그는 다음에 '아브 콤네타리스'으로 승진하였고, 그 다음에는 황제의 직속 부서 직위인 '아브 에피스툴리스' 직위를 맡았다.
친위대 사령관인 가이우스 타티우스 막시무스가 사망한 160년에, 레펜티누스와 티투스 푸리우스 빅토리누스는 그의 후임자로 승진하였다. '히스토리아 아우구스타'에 따르면, 레펜티누스는 안토니누스 피우스의 부인인 안니아 파우스티나의 해방 노예 출신인 갈레리아 리시스트라테의 개입을 통해서 이 직위를 받았다고 한다. 레펜티누스를 언급하고 있는, 로마의 한 비석에서는 그가 167년 2월 28일 시점에 여전히 친위대 사령관이었음을 확인해준다.
연설가 마르쿠스 코르넬리우스 프론토의 현존하는 한 문서는 레펜티누스에 대해 나열하고 있으며 거기서 프론토는 '콘투키우스의 형제'라는 애칭으로 그를 소개하는데, 이는 둘이 친구였음을 시사한다.
디디우스 율리아누스의 사위인 코르넬리우스 루펜티누스가 그의 아들이었을 것으로 여겨진다.